# Xanthophytum kwangtungense
Xanthophytum kwangtungense är en måreväxtart som först beskrevs av Woon Young Chun och Foon Chew How, och fick sitt nu gällande namn av Hsien Shui Lo. Xanthophytum kwangtungense ingår i släktet Xanthophytum och familjen måreväxter. Inga underarter finns listade i Catalogue of Life.